# Rudolf Gramlich
Rudolf Gramlich (6 de juny de 1908 - 14 de març de 1988) va ser un exoficial de les SS, jugador de futbol alemany i president d'un club de futbol. Després de la Segona Guerra Mundial va ser arrestat i investigat per crims de guerra a Polònia, però va ser alliberat sense càrrecs. Més tard va ser president de l'Eintracht Frankfurt durant el seu període de més èxit. El 2020, el club va prendre mesures per retirar-li els títols pòstums a causa de la seva associació amb els nazis.

## Biografia
A l'Alemanya d'abans de la guerra, Gramlich va jugar a l'Eintracht de Frankfurt. També va jugar 22 partits internacionals amb la selecció alemanya entre 1931 i 1936, i va quedar tercer a la Copa del Món de 1934 a Itàlia. Va ser el capità de l'equip alemany als Jocs Olímpics de Berlín de 1936. De 1939 a 1942 va ser president de l'Eintracht Frankfurt.
Gramlich es va unir a les SS el 1936. El 1942 va ser destinat com a oficial de les SS a la Cracòvia ocupada, on també va dirigir la secció de futbol de la Unitat de Caps de Mort de les SS. El 1945 va ser arrestat i detingut per les forces americanes a Frankfurt el 1947, perquè era sospitós d'haver estat involucrat en crims de guerra. Finalment, el cas contra ell es va tancar perquè va ser exonerat per antics membres de les SS.
Entre 1955 i 1970, Gramlich va tornar a ser el president de l'Eintracht Frankfurt. El 1959, l'Eintracht va guanyar el seu únic campionat alemany i l'any següent va arribar a la final de la Copa d'Europa, perdent per 7-3 contra el Reial Madrid espanyol. El 2020, l'Eintracht Frankfurt va retirar a Gramlich el títol pòstum de president honorari per la seva participació activa en el Partit Nazi i les SS.